# فرط الشحنة
في فيزياء الجسيمات، يرتبط فرط الشحنة (بالإنجليزية: hypercharge)‏ {\displaystyle Y} لجسيم ما بالتآثر الشديد، و هو يختلف عن فرط الشحنة الضعيفة التي لها دور مماثل في التآثر الكهروضعيف. يجمع مفهوم فرط الشحنة اللف النظائري و النكهة ويوحدهما في شحنة واحدة.

## تعريف
فرط الشحنة هو عدد عدد كم يرتبط بنموذج {\displaystyle SU(3)} للتآثر الشديد مثلما يرتبط اللف النظائري بنموذج {\displaystyle SU(2)}. حيث يتم تعريف فرط الشحنة كحاصل جمع أعداد كم الغرابة {\displaystyle S} والسحر {\displaystyle C} والقعرية {\displaystyle B'} والقمية {\displaystyle T} والعدد الباريوني {\displaystyle B} :
{\displaystyle Y=S+C+B^{\prime }+T+B}
ويؤدي انحفاظ فرط الشحنة إلى انحفاظ أعداد كم النكهة. حيث ينحفظ التأثر الشديد والتأثر الكهرومغناطيسي ولكن لا ينحفظ عند التأثر الضعيف .
وتربط صيغة جيلمان-نيشيجيما فرط الشحنة باللف النظائري والشحنة الكهربائية
{\displaystyle Q=I_{3}+{\frac {1}{2}}Y,}
حيث {\displaystyle I_{3}} هو العنصر الثالث من اللف النظائري و {\displaystyle Q} هي شحنة الجسيم.